# Stanisław Jerzy Lec

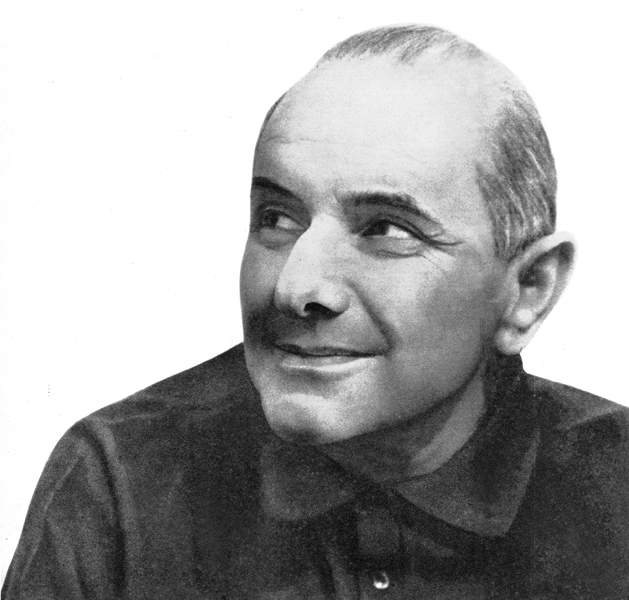
Stanisław Jerzy Lec

Stanisław Jerzy Lec (6 maart 1909 – 7 mei 1966) (pseudoniem van de Tusch-Letz) was een Pools dichter en aforist.
Volgens Clifton Fadiman's inleiding voor Lec's boek Onverzorgde Gedachten:
Lec heeft het voor ons vreemde, opgejaagde, spookachtige leven als duizenden andere intellectuelen uit Midden-Europa geleid, hun ervaringen onuitwisbaar getekend door oorlog en revolutie.  Aan het begin van de oorlog zat hij gevangen in een Nazikamp.  Daar bleef hij tot juli 1943 toen het kamp via massavernietiging werd geliquideerd. Hij ontsnapte in een Duits uniform, slaagde erin Warschau te bereiken waar hij lid werd van de ondergrondse strijdkrachten.  Na de oorlog ging hij door met schrijven, afgewisseld met kortdurende dienst als cultureel vertegenwoordiger bij de Poolse ambassade in Wenen. Ook heeft hij twee jaar in Israël doorgebracht.
De ambassade was communistisch tijdens de Stalinische periode in Polen. Toen de diplomaten uitvoerig geselecteerd en gecontroleerd werden was Lec persofficier in Wenen. Daarna ging hij naar Israël om ten slotte in 1952 terug te keren naar Polen.

## Selecte bibliografie
- Barwy, gedichten (1933)
- Spacer cynika, satire and epigrammen (1946)
- Notatnik polowy, gedichten (1946)
- Życie jest fraszką, satire and epigrammen (1948)
- Nowe wiersze (1950)
- Rękopis jerozolimski (1956)
- Myśli nieuczesane (1957)
- Z tysiąca i jednej fraszki (1959)
- Kpię i pytam o drogę (1959)
- Myśli nieuczesane (1959), Ned. vert. Ongekamde gedachten (1965)
- Do Abla i Kaina (1961)
- List gonczy (1963)
- Myśli nieuczesane nowe (1964)
- Poema gotowe do skoku (1964)
- Fraszkobranie (1966)

- Biblioteca Nacional de España: XX1241131
- Bibliothèque nationale de France: cb12071435w (data)
- CiNii: DA07808470
- Digitale Bibliotheek voor de Nederlandse Letteren: jerz001
- Gemeinsame Normdatei: 11857065X
- International Standard Name Identifier: 0000 0000 8377 5282
- Library of Congress Control Number: n85121532
- Nationale Bibliotheek van Letland: 000006849
- Nationale Bibliotheek van Tsjechië: jn19990004937
- Nationale bibliotheek van Australië: 35296452
- Nationale Bibliotheek van Israël: 987007264205705171
- Nationale Bibliotheek van Polen: a0000001180506
- Nationale en Universitaire bibliotheek Zagreb: 000177325
- Nederlandse Thesaurus van Auteursnamen: 070652554
- LIBRIS: 304358
- Système universitaire de documentation: 028994566
- Trove: 901759
- Union List of Artist Names: 500433952
- Virtual International Authority File: 44321643
- WorldCat: E39PBJqBmxbRXBDjyc7pRkmfMP